# Робоча група Білого дому з питань протидії коронавірусу

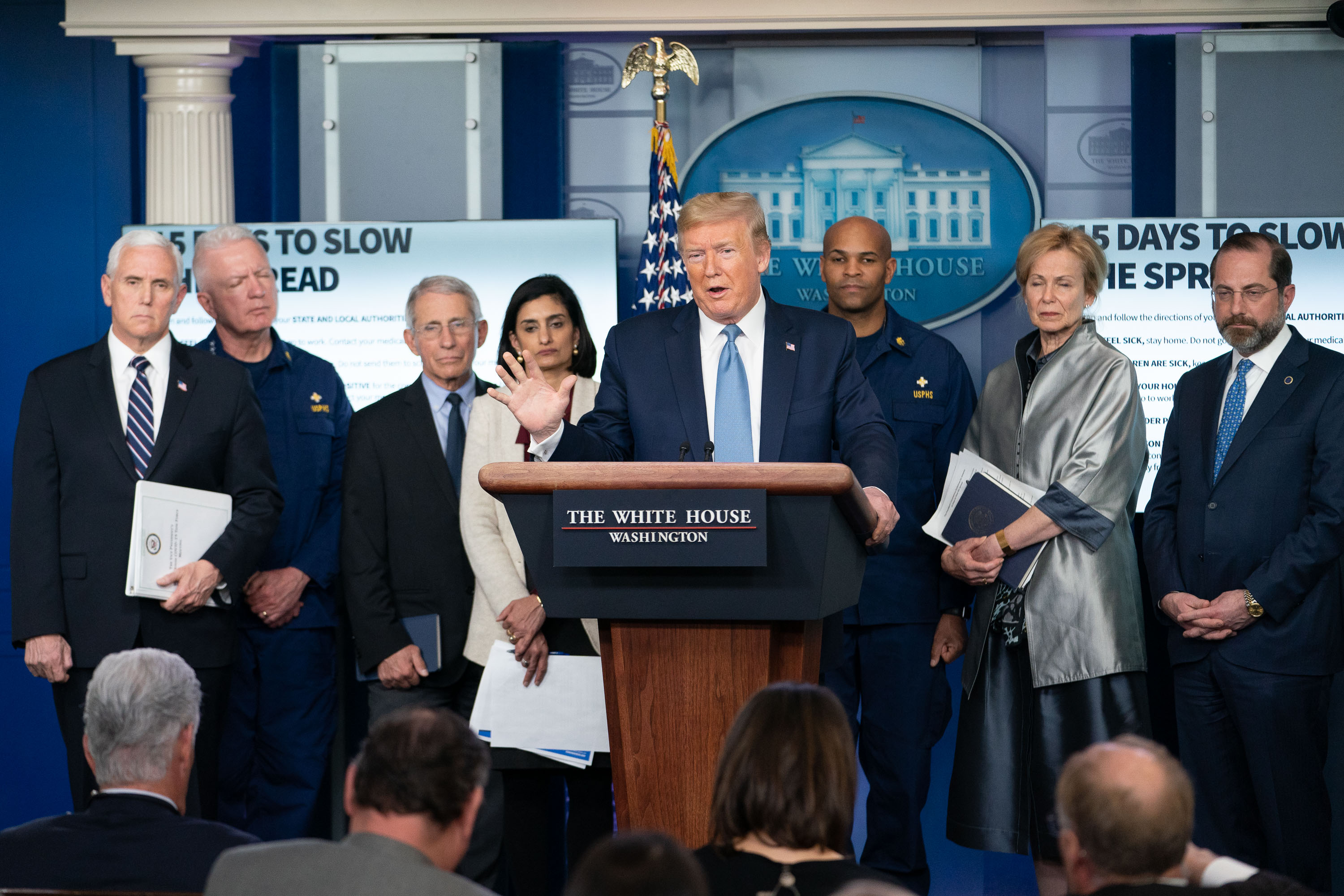
16 березня 2020 року тогочасний президент США Дональд Трамп і члени робочої групи Білого дому з питань протидії коронавірусу проводять брифінг для ЗМІ.

Робоча група Білого дому з питань протидії коронавірусу була робочою групою Державного департамента США за часів президентства Дональда Трампа, яка координувала і наглядала за заходами адміністрації щодо моніторингу, запобігання, стримування та зменшення поширення коронавірусної хвороби 2019 (COVID-19) у США. Її також називали президентською цільовою групою з боротьби з коронавірусом, робочу групу Білого дому з питань протидії коронавірусу було створено 29 січня 2020 року під головуванням міністра охорони здоров'я та соціальних служб Алекса Азара. 26 лютого 2020 року віце-президент США Майк Пенс був призначений головою робочої групи, а Дебора Біркс була призначена координатором розробки заходів.
Робочу групу Білого дому змінила команда реагування Білого дому на COVID-19 під керівництвом адміністрації Байдена.

## Передумови
Перший відомий випадок COVID-19 у США був підтверджений у штаті Вашингтон 20 січня 2020 року у 35-річного чоловіка, який повернувся з китайського міста Ухань 15 січня. Білий дім 29 січня створив робочу групу з питань боротьби з коронавірусом під головуванням міністра охорони здоров'я та соціальних служб Алекса Азара. 30 січня ВООЗ оголосила надзвичайний стан у сфері охорони здоров'я міжнародного значення, а 31 січня адміністрація Трампа оголосила надзвичайний стан у сфері охорони здоров'я, і встановила обмеження на в'їзд для негромадян США, які нещодавно були в Китаї. 26 лютого віце-президент США Майк Пенс змінив Азара на посаді голови робочої групи.

## Члени групи
| Члени                          | Члени                     | Роль                                                                                 | Призначення                                |
| ------------------------------ | ------------------------- | ------------------------------------------------------------------------------------ | ------------------------------------------ |
| Portrait of Mike Pence         | Майк Пенс                 | Віце-президент США Керівник робочої групи Білого дому з питань протидії коронавірусу | 26 лютого 2020                             |
| Portrait of Debora L. Birx     | Дебора Біркс              | Глобальний координатор США зі СНІДу Координатор Білого дому з протидії коронавірусу  | 26 лютого 2020                             |
| Portrait of Jerome Adams       | Віце-адмірал Джером Адамс | Генеральний хірург США                                                               | 26 лютого 2020                             |
| Portrait of Alex Azar          | Алекс Азар                | Міністр охорони здоров'я та соціальних служб США                                     | 29 січня 2020                              |
| Portrait of Stephen E. Biegun  | Стівен Біґен              | Заступник державного секретаря США                                                   | 29 січня 2020                              |
| art=Portrait of Robert Blair   | Роберт Блер               | Старший радник голови апарату Білого дому                                            | 29 січня 2020                              |
| Portrait of Ben Carson         | Бен Карсон                | Міністр житлового будівництва та міського розвитку Сполучених Штатів                 | 1 березня 2020                             |
| Portrait of Francis Collins    | Френсіс Коллінз           | Директор Національного інституту охорони здоров'я США                                | 15 травня 2020                             |
| Portrait of Ken Cuccinelli     | Кен Кучінеллі             | Виконуючий обов'язки заступника міністра внутрішньої безпеки США                     | 29 січня 2020                              |
| Portrait of Kelvin Droegemeier | Кельвін Дрогемайер        | Директор Управління науково-технічної політики                                       | 1 березня 2020                             |
| Portrait of Thomsas J. Engels  | Томас Дж. Енгельс         | Адміністратор управління ресурсами та службами охорони здоров'я                      | 15 травня 2020                             |
| Portrait of Anthony Fauci      | Ентоні Фаучі              | Директор Національного інституту алергології та інфекційних хвороб                   | 29 січня 2020                              |
| Portrait of Brett Giroir       | Адмірал Бретт Жируар      | Помічник міністра охорони здоров'я                                                   | 13 березня 2020                            |
| Portrait of Joe Grogan         | Джо Гроган                | Директор Ради внутрішньої політики                                                   | 29 січня 2020                              |
| Portrait of Stephen Hahn       | Стівен Ган                | Уповноважений з питань харчових продуктів і ліків                                    | 1 березня 2020                             |
| Portrait of Derek Kan          | Дерек Кан                 | Виконавчий помічник директора Управління управління та бюджету                       | 29 січня 2020                              |
| Picture of Larry Kudlow        | Лоуренс Кадлоу            | Директор Національної економічної ради                                               | 26 лютого 2020                             |
| Portrait of Chris Liddell 2017 | Кріс Лідделл              | Заступник керівника апарату Білого дому з питань координації політики                | 29 січня 2020                              |
| Picture of Peter Marks         | Пітер Маркс               | Директор Центру оцінки та дослідження біологічних препаратів                         | 15 травня 2020                             |
| Portrait of Steven Mnuchin     | Стівен Мнучін             | Міністр фінансів Сполучених Штатів                                                   | 26 лютого 2020                             |
| Portrait of Robert C. O'Brien  | Роберт О'Браєн            | Радник з національної безпеки                                                        | 29 січня 2020                              |
| Portrait of Sunny Perdue       | Сонні Пердью              | Міністр сільського господарства США                                                  | 15 травня 2020                             |
| Portrait of Matthew Pottinger  | Меттью Поттінгер          | Заступник радника з питань національної безпеки                                      | 29 січня 2020 Звільнився у січні 2021 року |
| Portrait of Robert R. Redfield | Роберт Р. Редфілд         | Директор Центру з контролю та профілактики захворювань                               | 29 січня 2020                              |
| Portrait of Eugene Scalia      | Юджин Скалія              | Міністр праці Сполучених Штатів                                                      | 15 травня 2020                             |
| Portrait of Joel Szabat        | Джоел Сабат               | Виконуючий обов'язки заступника міністра транспорту з питань політики                | 29 січня 2020                              |
| Portrait of Seema Verma        | Сіма Верма                | Адміністратор центрів «Medicare» і «Medicaid»                                        | 2 березня 2020                             |
| Portrait of Robert Wilkie      | Роберт Вілкі              | Міністр у справах ветеранів США                                                      | 2 березня 2020                             |

## Діяльність
Робоча група перевірила всі дії федеральних агентств, пов'язані з коронавірусом, і кілька разів скасовувала рішення Центрів з контролю та профілактики захворювань (CDC). Газета «The New York Times» повідомила, що керівництво CDC було розкритиковано під час пандемії за неправильні вказівки щодо використання наборів для тестування та зміну своїх вказівок щодо передачі вірусу; Білий дім говорив, що дотримується науки, скасовуючи рішення Центрів з контролю та профілактики. У березні 2020 року робоча група створила групу для вирішення проблеми нестачі тестових наборів по всій країні під наглядом Бретта Жируара, визнаючи, що ця нестача була серйозною загрозою для країни.
До складу групи був залучений адміністратор Федерального агентства з управління надзвичайними ситуаціями (FEMA) Піт Гейнор, який заявив, що цільова група наказала федеральному агентству в березні перейти від «допоміжної ролі в наданні допомоги міністерству охорони здоров'я та соціальних служб США, яке було призначено початковим провідним федеральним агентством із розробки заходів на пандемію COVID-19, щоб координувати реакцію всього уряду на пандемію COVID-19».
Пітер Наварро у березні 2021 року був призначений координатором політики Закону про оборонне виробництво від федерального уряду. Закон про оборонне виробництво надає президенту широкі повноваження контролювати виробництво під час надзвичайних ситуацій. Наварро критикував Центри з контролю та профілактики захворювань за проблеми з тестуванням і також критикував Ентоні Фаучі; такі критики, як Чак Шумер, говорили, що Наварро не мав відповідної кваліфікації для цієї роботи.
На початку квітня, після зустрічі за круглим столом із Трампом, Пенсом та керівниками промисловості в Білому домі 2 березня, була ініційована Operation Warp Speed, щоб полегшити та прискорити розробку, виробництво та розповсюдження вакцин проти COVID-19, а також терапевтичних і діагностичних засобів для боротьби з поширенням хвороби.
29 вересня 2020 року робоча група скасувала рекомендацію Центрів з контролю та профілактики захворювань щодо того, коли пасажирським круїзним суднам слід дозволити відновити плавання. Центри з контролю та профілактики захворювань хотіли продовжити існуючу директиву про заборону рейсів до лютого 2021 року, але робоча група погодилася з рекомендацією індустрії круїзних суден, що заборона закінчується 31 жовтня 2020 року. Двоє неназваних федеральних чиновників охорони здоров'я повідомили The New York Times, що 9 жовтня робоча група відхилила запропонований наказ Центрів з контролю та профілактики захворювань, який вимагає від пасажирів і співробітників носити маски на всіх видах громадського та комерційного транспорту в Сполучених Штатах, включаючи літаки, потяги, автобуси, метро та транзитні вузли. Федеральне розпорядження на наявність масок підтримали деякі авіакомпанії та профспілки працівників транспорту; робоча група сказала, що такі накази слід залишити на розсуд штатів і місцевих органів влади.

## Прес-конференції і брифінги
10 березня 2020 року газета «The Hill» повідомила, що республіканці в Сенаті США, які були присутні на брифінгу з президентом Дональдом Трампом, закликали його проводити більше брифінгів і зробити Ентоні Фаучі «обличчям відповіді федерального уряду», оскільки, за словами неназваного сенатора, «він має довіру», «він говорить авторитетно» і «він користується повагою в медичній спільноті». Роль міністра охорони здоров'я та соціальних служб Алекса Азара було скорочено, згідно з «The Wall Street Journal», і Пенс отримав більшу роль.
Робоча група транслювала прес-брифінги на сайті whitehouse.gov, щоб повідомити громадськості про оновлення, рекомендації та зміни політики під час епідемії COVID-19 у Сполучених Штатах Америки. 16 березня Білий дім почав проводити щоденні прес-брифінги робочої групи, але до кінця квітня Білий дім обговорив скорочення частоти цих брифінгів. 25 квітня прес-брифінгу не було, і на той час подальших прес-брифінгів не було заплановано. 5 травня Майк Пенс заявив, що адміністрація обговорює, «який час правильний, щоб робоча група завершила свою роботу». Наступного дня Трамп заявив, що оперативна група «продовжуватиме працювати нескінченно», але зосередиться на поверненні нації до нормальної діяльності.
Коли США вступили в новий етап відновлення бізнесу та повернення до роботи, 15 травня 2020 року Пенс призначив п'ятьох нових членів робочої групи. 15 травня робоча група провела прес-брифінг, і того ж дня Дебора Біркс з'явилася з прес-секретарем Кейлі Мак-Енані. До кінця травня та до червня оперативна група збиралася один або два рази на тиждень за закритими дверима, оскільки Білий дім перейшов на економніші повідомлення. 8 липня робоча група провела ще один прес-брифінг. 10 липня Фаучі сказав, що не проводив брифінгів з Трампом протягом 2 місяців і не бачив його особисто з 2 червня.